# Vive les mariés
Vive les mariés (France) ou J'ai épousé Marge (Québec) (I Married Marge) est le 12e épisode de la saison 3 de la série télévisée d'animation Les Simpson.

## Synopsis
Marge pense être enceinte, mais son test de grossesse est défectueux. Elle se rend donc chez le docteur Julius Hibbert. Quand les enfants apprennent que leur mère va peut-être avoir un autre bébé, ils sont ravis. Homer leur raconte alors la façon dont il a demandé Marge en mariage, 11 ans plus tôt, et quelle était leur vie en attendant la naissance de Bart. À l'époque, Homer travaillait au golf miniature...